# Alamo Bay
Alamo Bay è un film statunitense del 1985 diretto da Louis Malle.